# Хайен, Ники
Ники Хайен (нидерл. Nicky Hayen; род. 16 августа 1980[…], Синт-Трёйден, Фламандский регион) — бельгийский футболист, защитник, и тренер. В настоящее время главный тренер клуба «Брюгге».

## Карьера
С 1999 года Хайен отыграл девять сезонов на профессиональном уровне за клуб «Сент-Трюйден», после чего перешел в «Розендал» из втором дивизиона Нидерландов, где поиграл два сезона. В 2010 году он вернулся в Бельгию, присоединившись к «Ауд-Хеверле Лёвен», и был частью команды, которая добилась повышения в Бельгийскую Про-лигу. Летом 2012 года был отдан в аренду на один сезон в «Антверпен», но по окончании сезона был отпущен и стал играющим тренером в клубе «Дендер» из третьего дивизиона Бельгии. В феврале 2014 года был освобожден от обязанностей тренера в «Дендере» из-за плохих результатов, но остался в команде в качестве игрока.
31 декабря 2021 года Хайен был объявлен главным тренером клуба «Хаверфордуэст Каунти» из Валлийской Премьер-лиги, подписав 18-месячный контракт. Ближе к концу сезона 2021/2022, после серии отличных выступлений, контракт был продлен ещё на 12 месяцев. Хайен был первым бельгийским менеджером, работавшим в чемпионате Уэльса. В июне 2022 года покинул клуб, чтобы вернуться в Бельгию и занять должность главного тренера «Клуба НКСТ». 18 марта 2024 года был назначен исполняющим обязанности главного тренера клуба «Брюгге» после увольнения Ронни Дейлы.
Хайен помог «Брюгге» выиграть чемпионат Бельгии после нулевой ничьи с «Серкль Брюгге». 3 июня 2024 года он подписал контракт с «Брюгге» на постоянной основе.

## Статистика тренера
| Команда              | С               | До              | Результат | Результат | Результат | Результат | Результат | Результат | Результат | Результат |
| Команда              | С               | До              | И         | В         | Н         | П         | ГЗ        | ГП        | +/-       | Поб, %    |
| -------------------- | --------------- | --------------- | --------- | --------- | --------- | --------- | --------- | --------- | --------- | --------- |
| Вербудеринг          | 1 июля 2016     | 16 октября 2017 | 42        | 20        | 5         | 17        | 74        | 58        | +16       | 047,62    |
| Берхем Спорт         | 15 ноября 2017  | 24 января 2018  | 7         | 0         | 1         | 6         | 7         | 16        | −9        | 000,00    |
| Сент-Трюйден         | 25 ноября 2019  | 2 января 2020   | 6         | 1         | 1         | 4         | 5         | 13        | −8        | 016,67    |
| Васланд-Беверен      | 1 июля 2020     | 30 июня 2021    | 38        | 9         | 8         | 21        | 52        | 79        | −27       | 023,68    |
| Хаверфордуэст Каунти | 31 декабря 2021 | 1 мая 2022      | 15        | 6         | 4         | 5         | 29        | 16        | +13       | 040,00    |
| Брюгге               | 18 марта 2024   | н.в.            | 56        | 33        | 14        | 9         | 111       | 59        | +52       | 058,93    |
| Общий итог           | Общий итог      | Общий итог      | 164       | 69        | 33        | 62        | 278       | 241       | +37       | 042,07    |

## Достижения

### Как тренер

#### «Брюгге»
- Чемпион Бельгии: 2023/24